# Jim Thorpe (Pennsylvania)
Jim Thorpe ist ein Borough und County Seat des Carbon County im US-Bundesstaat Pennsylvania. Das U.S. Census Bureau hat bei der Volkszählung 2020 eine Einwohnerzahl von 4.507 ermittelt.

## Geografie
Das Gemeindegebiet hat eine Größe von 38,3 km².

## Geschichte
Der 1818 von der Lehigh Coal and Navigation Company als Mauch Chunk gegründete Ort wurde rasch zu einem Eisenbahn- und Kohleversandzentrum.  1876 war die Stadt Schauplatz des Prozesses gegen Molly Maguires, der zur Hängung von vier Personen führte, die des Mordes schuldig gesprochen wurden.
Als bald nach dem Tod des Olympiaathleten Jim Thorpe 1953 die Gemeinden Mauch Chunk und East Mauch Chunk fusionierten, übernahmen sie dessen Namen, in der Hoffnung, Touristen anzuziehen und die Wirtschaft anzukurbeln. Die Gemeinde wird auch als Switzerland of America bezeichnet. Sie erhielt ihren Übernamen aufgrund der malerischen Landschaft, der Berglage und ihrer Architektur.

## Demografische Daten
Die Einwohnerzahl Jim Thorpes ist seit Mitte des 20. Jahrhunderts rückläufig.
Bei der letzten offiziellen Volkszählung im Jahr 2000 lebten in Jim Thorpe 4804 Einwohner in 1967 Haushalten und 1335 Familien. Die Bevölkerung setzte sich aus 98,36 % Weißen, 0,62 % Schwarzen und 0,27 % Asiaten zusammen. Hispanics oder Latinos stellten 0,83 % der Bevölkerung. Das Pro-Kopf-Einkommen betrug 17.119 US-Dollar und 7,8 % der Familien sowie 10,0 % der Bevölkerung lebte unter der Armutsgrenze.

## Bekannte Bewohner
- Edward C. Kalbfus (1877–1954), ehemaliger Admiral der United States Navy
- John Weaver (1937–2021), Organist

## Bilder

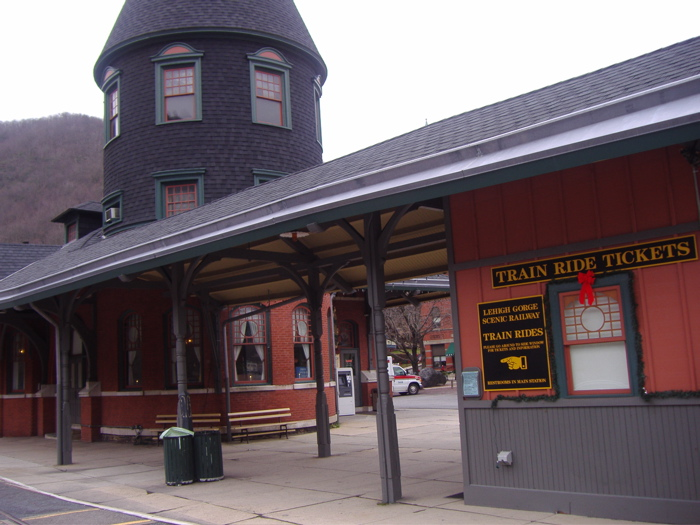
Bahnhof Jim Thorpe
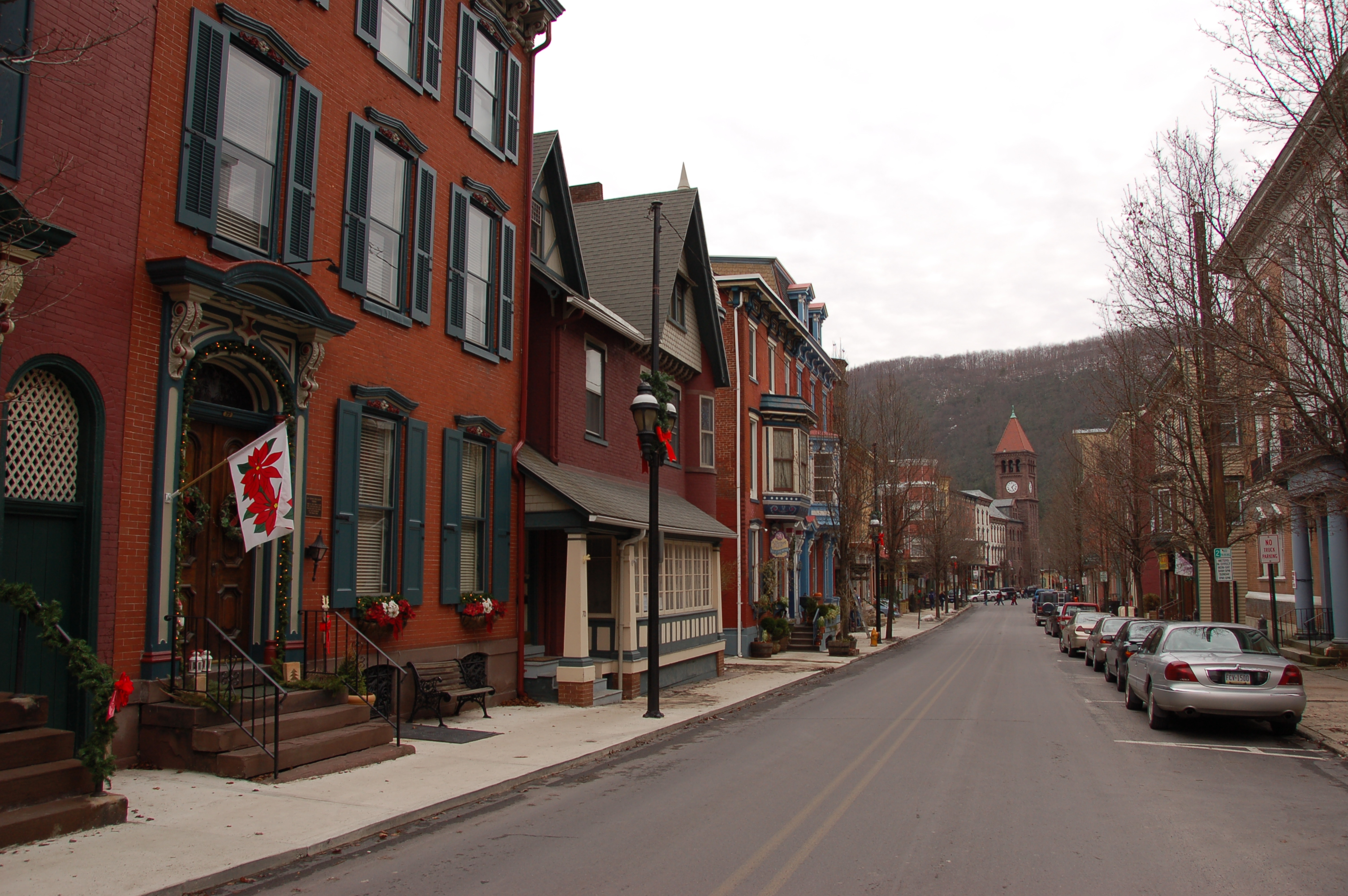
Historische Gebäude am Broadway
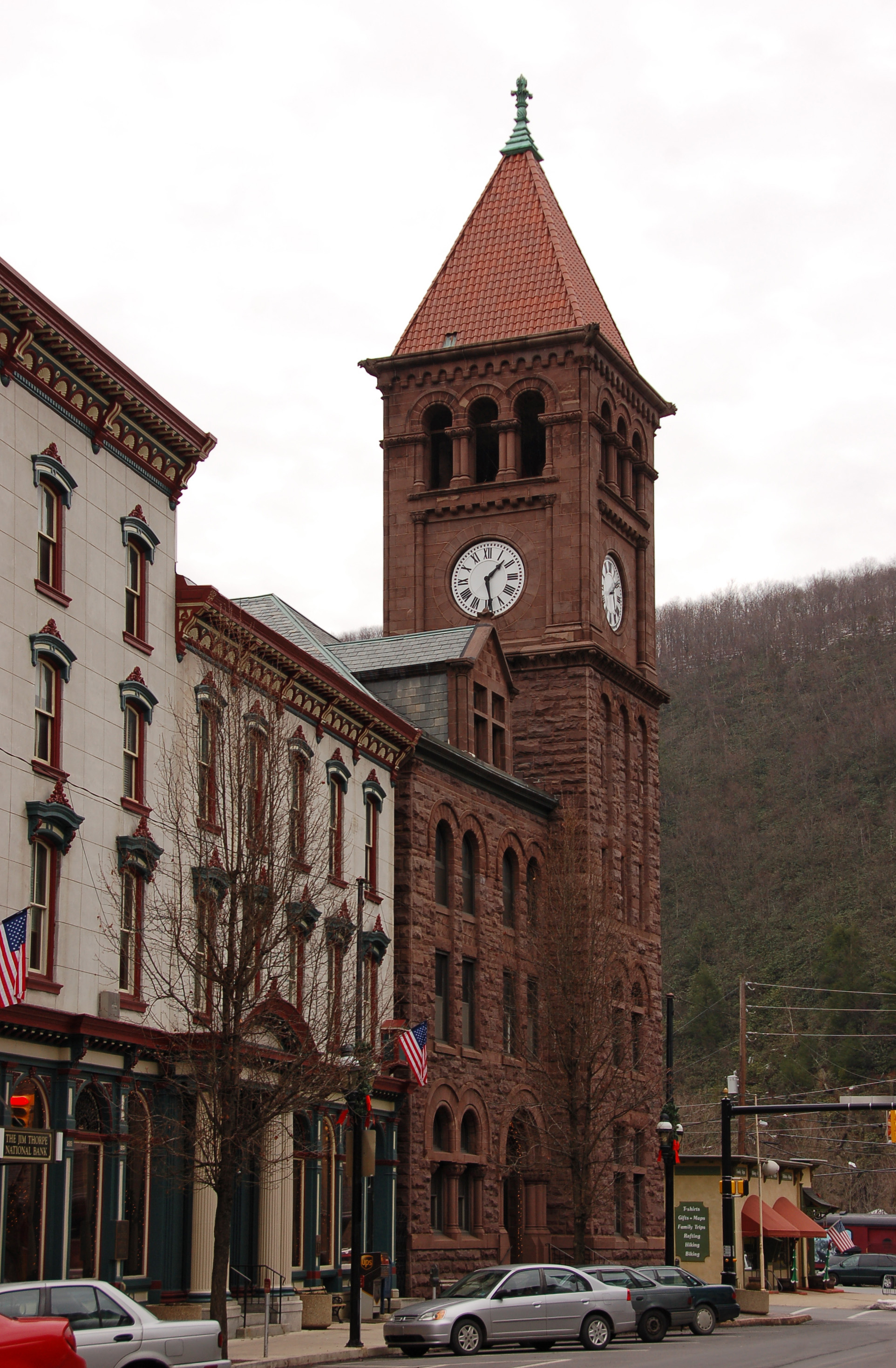
Glockenturm
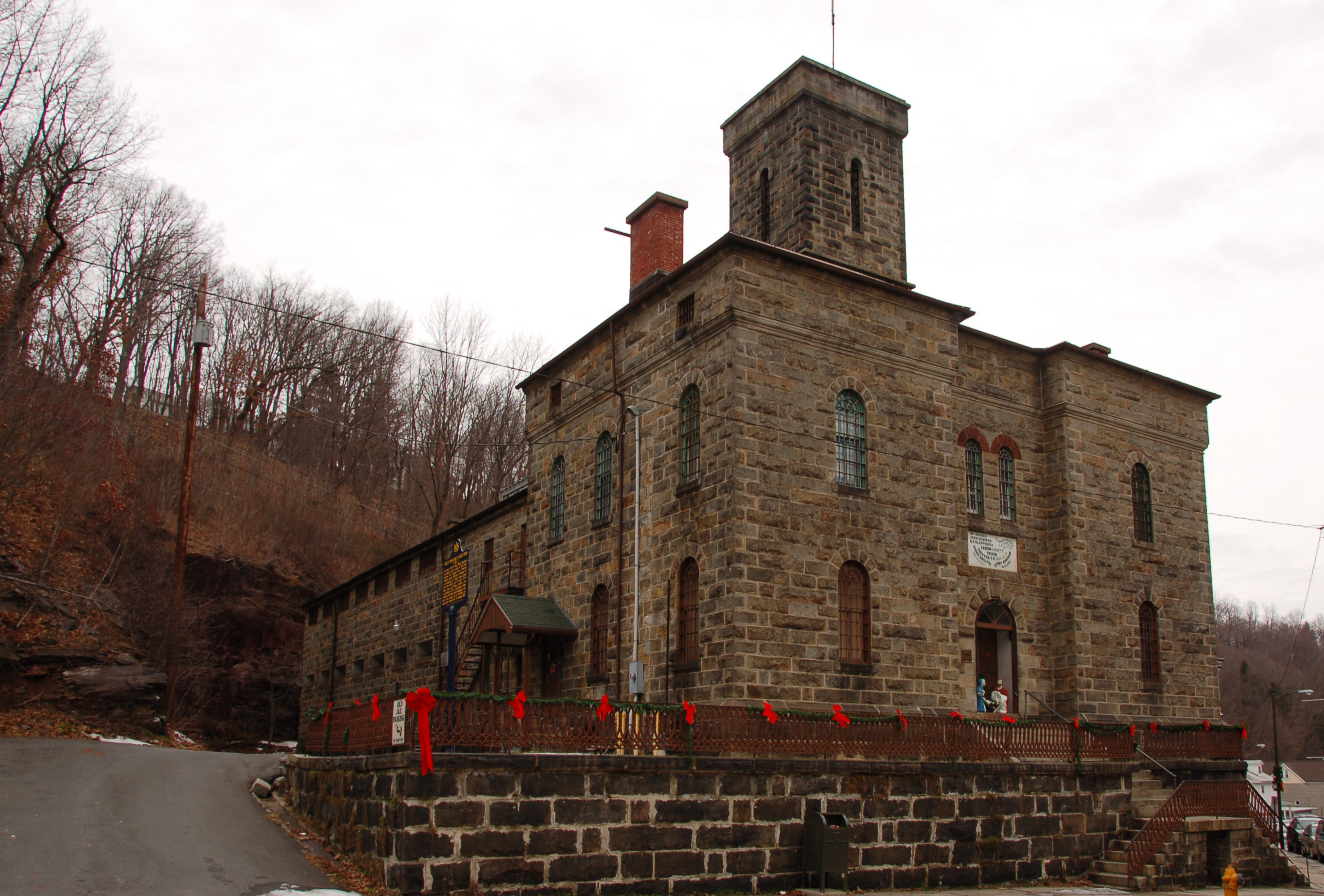
County-Gefängnis